# Olympische Winterspiele 2022/Rennrodeln/Qualifikation
Der folgende Artikel beschreibt die Qualifikation für die Rennrodelwettkämpfe bei den Olympischen Winterspielen 2022.

## Übersicht
| Nation                  | Einsitzer | Einsitzer | Doppelsitzer | Team-Staffel | Gesamt       | Gesamt   |
| Nation                  | Männer    | Frauen    | Doppelsitzer | Team-Staffel | Quotenplätze | Athleten |
| ----------------------- | --------- | --------- | ------------ | ------------ | ------------ | -------- |
| Argentinien             |           | 1         |              |              | 1            | 1        |
| Australien              | 1         |           |              |              | 1            | 1        |
| Bosnien und Herzegowina | 1         |           |              |              | 1            | 1        |
| Bulgarien               | 1         |           |              |              | 1            | 1        |
| China                   | 1         | 1         | 1            | X            | 3            | 4        |
| Chinesisch Taipeh       |           | 1         |              |              | 1            | 1        |
| Deutschland             | 3         | 3         | 2            | X            | 9            | 10       |
| Georgien                | 1         |           |              |              | 1            | 1        |
| Großbritannien          | 1         |           |              |              | 1            | 1        |
| Irland                  |           | 1         |              |              | 1            | 1        |
| Italien                 | 3         | 3         | 1            | X            | 8            | 8        |
| Japan                   | 1         |           |              |              | 1            | 1        |
| Kanada                  | 1         | 3         | 1            | X            | 6            | 6        |
| Lettland                | 3         | 3         | 2            | X            | 9            | 10       |
| Moldau                  |           | 1         |              |              | 1            | 1        |
| Österreich              | 3         | 3         | 2            | X            | 9            | 10       |
| Polen                   | 1         | 1         | 1            | X            | 4            | 4        |
| ROC                     | 3         | 3         | 2            | X            | 9            | 10       |
| Rumänien                | 1         | 1         | 1            | X            | 4            | 4        |
| Schweden                | 1         | 1         |              |              | 2            | 2        |
| Schweiz                 |           | 1         |              |              | 1            | 1        |
| Slowakei                | 2         | 1         | 1            | X            | 5            | 5        |
| Südkorea                | 1         | 1         | 1            | X            | 4            | 4        |
| Tschechien              | 1         | 1         | 1            | X            | 4            | 4        |
| Ukraine                 | 2         | 2         | 1            | X            | 6            | 6        |
| Vereinigte Staaten      | 3         | 3         | 1            | X            | 8            | 8        |
| Gesamt: 26 NOKs         | 35        | 35        | 18           | 14           | 101          | 106      |

## Qualifikationssystem
Die Qualifikation erfolgt nach kumulierten Punkten vom 1. Juli 2021 bis zum 10. Januar 2022. Insgesamt stehen 106 Quotenplätze für die Spiele zur Verfügung. Bei den Einsitzern sind dies pro Geschlecht 35 und bei den Doppelsitzern 18 Quotenplätze. Jedes NOK darf maximal drei Männer, drei Frauen und zwei Doppelsitzer melden. China steht in jedem Einsitzer sowie im Doppelsitzer-Wettkampf als Gastgebernation ein Quotenplatz zu, sofern die Athleten den Mindeststandards entsprechen. Die Teamstaffel besteht aus allen Nationen, die in jedem der drei Wettkämpfe einen Athleten stellen können.

## Nominierte Athleten

### Männer Einsitzer
NOKs, die in der Weltcup-Rangliste der olympischen Saison unter den Top 50 platziert sind, qualifizieren sich für einen Quotenplatz. Bei weniger als 35 Qualifikanten erhalten NOKs, die einen zweiten Athleten unter den Top 32 haben, einen zweiten Quotenplatz. Wenn es noch immer weniger als 35 sind, erhalten NOKs mit einem dritten Athleten in den Top 32 einen weiteren Quotenplatz.
| Platz  | NOK                     | Nominierte Athleten     | Nominierte Athleten  | Nominierte Athleten |
| ------ | ----------------------- | ----------------------- | -------------------- | ------------------- |
| 1      | Deutschland             | Max Langenhan           | Felix Loch           | Johannes Ludwig     |
| 2      | ROC                     | Alexander Gorbazewitsch | Semjon Pawlitschenko | Roman Repilow       |
| 3      | Österreich              | David Gleirscher        | Nico Gleirscher      | Wolfgang Kindl      |
| 4      | Italien                 | Leon Felderer           | Dominik Fischnaller  | Kevin Fischnaller   |
| 5      | Lettland                | Kristers Aparjods       | Gints Bērziņš        | Artūrs Dārznieks    |
| 6      | Vereinigte Staaten      | Jonathan Gustafson      | Christopher Mazdzer  | Tucker West         |
| 7      | Slowakei                | Jozef Ninis             | Marián Skupek        | —                   |
| 8      | Ukraine                 | Anton Dukatsch          | Andrij Mandsij       | —                   |
| 9      | Kanada                  | Reid Watts              | —                    | —                   |
| 10     | Rumänien                | Valentin Crețu          | —                    | —                   |
| 11     | Australien              | Alex Ferlazzo           | —                    | —                   |
| 12     | Schweden                | Svante Kohala           | —                    | —                   |
| 13     | Polen                   | Mateusz Sochowicz       | —                    | —                   |
| 14     | Großbritannien          | Rupert Staudinger       | —                    | —                   |
| 15     | Bulgarien               | Pawel Angelow           | —                    | —                   |
| 16     | China                   | Fan Duoyao              | —                    | —                   |
| 17     | Tschechien              | Michael Lejsek          | —                    | —                   |
| 18     | Bosnien und Herzegowina | Mirza Nikolajev         | —                    | —                   |
| 19     | Georgien                | Saba Kumaritaschwili    | —                    | —                   |
| 20     | Japan                   | Seiya Kobayashi         | —                    | —                   |
| 21     | Südkorea                | Lim Nam-kyu             | —                    | —                   |
| Gesamt | 21                      | 35                      | 35                   | 35                  |

### Frauen Einsitzer
NOKs, die in der Weltcup-Rangliste der olympischen Saison unter den Top 40 platziert sind, qualifizieren sich für einen Quotenplatz. Bei weniger als 35 Qualifikantinnen erhalten NOKs, die eine zweite Athletin unter den Top 32 haben, einen zweiten Quotenplatz. Wenn es noch immer weniger als 35 sind, erhalten NOKs mit einer dritten Athletin in den Top 32 einen weiteren Quotenplatz.
| Platz  | NOK                | Nominierte Athletinnen | Nominierte Athletinnen | Nominierte Athletinnen |
| ------ | ------------------ | ---------------------- | ---------------------- | ---------------------- |
| 1      | Deutschland        | Anna Berreiter         | Natalie Geisenberger   | Julia Taubitz          |
| 2      | Vereinigte Staaten | Summer Britcher        | Ashley Farquharson     | Emily Sweeney          |
| 3      | Österreich         | Madeleine Egle         | Hannah Prock           | Lisa Schulte           |
| 4      | Italien            | Verena Hofer           | Andrea Vötter          | Nina Zöggeler          |
| 5      | ROC                | Wiktorija Demtschenko  | Tatjana Iwanowa        | Jekaterina Katnikowa   |
| 6      | Lettland           | Kendija Aparjode       | Elīza Tīruma           | Elīna Ieva Vītola      |
| 7      | Kanada             | Natalie Corless        | Trinity Ellis          | Makena Hodgson         |
| 8      | Ukraine            | Olena Stezkiw          | Julianna Tunyzka       | —                      |
| 9      | Schweiz            | Natalie Maag           | —                      | —                      |
| 10     | Rumänien           | Raluca Strămăturaru    | —                      | —                      |
| 11     | Südkorea           | Aileen Frisch          | —                      | —                      |
| 12     | Schweden           | Tove Kohala            | —                      | —                      |
| 13     | Slowakei           | Katarína Šimoňáková    | —                      | —                      |
| 14     | China              | Wang Peixuan           | —                      | —                      |
| 15     | Polen              | Klaudia Domaradzka     | —                      | —                      |
| 16     | Tschechien         | Anna Čežíková          | —                      | —                      |
| 17     | Argentinien        | Verónica María Ravenna | —                      | —                      |
| 18     | Chinesisch Taipeh  | Lin Sin-rong           | —                      | —                      |
| 19     | Irland             | Elsa Desmond           | —                      | —                      |
| 20     | Moldau             | Doina Descalui         | —                      | —                      |
| Gesamt | 20                 | 35                     | 35                     | 35                     |

### Doppelsitzer
NOKs, die einen Doppelsitzer in der Weltcup-Rangliste der olympischen Saison unter den Top 25 haben, erhalten einen Quotenplatz. Sollten sich weniger als 18 Nationen über diesen Weg qualifizieren, erhalten NOKs, die einen zweiten Doppelsitzer unter den Top 28 haben, einen zweiten Quotenplatz.
| Platz  | NOK                | Nominierte Athleten                     | Nominierte Athleten                     |
| ------ | ------------------ | --------------------------------------- | --------------------------------------- |
| 1      | Deutschland        | Toni Eggert / Sascha Benecken           | Tobias Wendl / Tobias Arlt              |
| 2      | Lettland           | Andris Šics / Juris Šics                | Mārtiņš Bots / Roberts Plūme            |
| 3      | Österreich         | Thomas Steu / Lorenz Koller             | Yannick Müller / Armin Frauscher        |
| 4      | ROC                | Andrei Bogdanow / Juri Prochorow        | Alexander Denissjew / Wladislaw Antonow |
| 5      | Italien            | Emanuel Rieder / Simon Kainzwaldner     | —                                       |
| 6      | Polen              | Wojciech Chmielewski / Jakub Kowalewski | —                                       |
| 7      | Kanada             | Tristan Walker / Justin Snith           | —                                       |
| 8      | Vereinigte Staaten | Zachary DiGregorio / Sean Hollander     | —                                       |
| 9      | Südkorea           | Park Jin-yong / Cho Jung-myung          | —                                       |
| 10     | Slowakei           | Tomáš Vaverčák / Matej Zmij             | —                                       |
| 11     | Ukraine            | Ihor Stachiw / Andrij Lyssezkyj         | —                                       |
| 12     | Rumänien           | Marian Gîtlan / Darius Șerban           | —                                       |
| 13     | Tschechien         | Filip Vejdělek / Zdeněk Pěkný           | —                                       |
| 14     | China              | Huang Yebo / Peng Junyue                | —                                       |
| Gesamt | 14                 | 35                                      | 35                                      |

### Team-Staffel
| Qualifikationskriterium                    | Staffeln | Nationen                                                                                              |
| ------------------------------------------ | -------- | --- |
| Nationen mit Athleten in allen Disziplinen | 11       | China Deutschland Kanada Italien Lettland Österreich ROC Rumänien Slowakei Ukraine Vereinigte Staaten |
| Zusätzliche Quotenplätze                   | 3        | Tschechien Polen Südkorea                                                                             |
| Gesamt                                     | 14       | 14 |